# Iragappanahalli, Sidlaghatta
Iragappanahalli là một làng thuộc tehsil Sidlaghatta, huyện Chikkaballapur, bang Karnataka, Ấn Độ.